# Répertoire du commerce et de l'industrie
Pour les articles homonymes, voir RCI.
Le répertoire du commerce et de l'industrie, abrégé RCI, est un registre officiel monégasque qui recense les activités commerciales, les entreprises (à l’exception des sociétés civiles) et les groupements d’intérêt économique. Il permet de vérifier que toutes les formalités légales liées à la création et à l’exercice d’une activité ont été accomplies.

## Histoire

### Instauration
Le répertoire du commerce et de l'industrie est institué par la loi du 2 juin 1955 que santionne le prince Rainier III, par la suite de l'adoption par le Conseil national dans sa séance du 12 mai.

« Toute personne physique ou morale réputée commerçante par la loi et exerçant son activité commerciale sur le territoire de la Principauté est tenue, dans les conditions et sous les pénalités prévues ci-après, de s’inscrire au répertoire du commerce et de l’industrie créé par la présente loi. »

— Article 1er de la loi no 598 du 2 juin 1955
Une ordonnance souveraine du 3 décembre 1955 vient apporter des modifications. Cette première loi est par la suite remplacée par la loi du 27 décembre 1961, toujours en vigueur.

### Numérisation
Depuis le 13 janvier 2023, le RCI bénéficie d’une version en ligne, fruit d’une collaboration entre la direction de l’Expansion économique (DEE) et la direction des Services numériques (DSN). Il permet de vérifier qu’une entité est bien enregistrée et autorisée à exercer, apportant ainsi des garanties aux associés, banques et fournisseurs. La mise en ligne du RCI vise à simplifier les démarches administratives et à renforcer l’accessibilité aux données. Il n’est désormais plus nécessaire de se rendre physiquement à la DEE pour obtenir un extrait : l’accès se fait gratuitement, à toute heure et en tout lieu, via Internet. Cette initiative s’inscrit dans une volonté de modernisation des services publics, d’allègement des files d’attente et d’optimisation du temps des agents publics, tout en répondant aux standards européens en matière de transparence et de conformité. Le nouveau RCI en ligne s’inscrit également dans les recommandations de Moneyval, en matière de lutte contre le blanchiment de capitaux et le financement du terrorisme. Il renforce la sécurité juridique et administrative tout en offrant une expérience utilisateur améliorée, avec des contenus mis à jour en temps réel et une valeur légale équivalente à celle des documents papier.